# Baszir Sajed
Baszir Sajed (ur. 28 czerwca 1981 w Abu Zabi) – emiracki piłkarz grający na pozycji obrońcy.